# 芒德 (明尼蘇達州)
芒德（英語：Mound）是一個位於美國明尼蘇達州亨內平縣的城市。

## 人口
根據2020年美國人口普查的數據，芒德的面積為13.15平方千米，當中陸地面積為7.41平方千米，而水域面積為5.74平方千米。當地共有人口9398人，而人口密度為每平方千米715人。